# Antechinus adustus
El antequino rojo (Antechinus adustus) es una especie de marsupial dasiuromorfo de la familia Dasyuridae que habita ambientes forestales de viñedos entre Paluma y Monte Spurgeon, en Australia.